# Tectaria sodiroi
Tectaria sodiroi là một loài thực vật có mạch trong họ Dryopteridaceae. Loài này được (Baker) Maxon miêu tả khoa học đầu tiên năm 1930.